# Batalla de Uji (1221)
La tercera batalla de Uji fue la batalla principal de la guerra Jōkyū en Japón. Las fuerzas del shogunato lideradas por Hōjō Yoshitoki buscaron entrar a Kioto y expulsar al Emperador Go-Toba.
Las fuerzas del emperador, junto con sōhei (monjes guerreros) del monte Hiei quisieron hacer su última defensa en el puente hacia Kioto. Las fuerzas del shogunato atacaron toda la línea desde Uji hasta Seta y las fuerzas imperiales aguantaron por varias horas hasta que finalmente cedieron y el ejército del shōgun entraron hasta la ciudad venciendo a las fuerzas rebeldes restantes.